# Tomislav Križanović
Tomislav Križanović, né le 22 août 1958 à Pula (Yougoslavie, aujourd'hui Croatie) est un ancien handballeur croate reconverti entraîneur.

## Parcours
- équipe de Yougoslavie :
  - 24 sélections entre 1984 et 1985.
- Clubs
  - 1974-1978 :  RK Borac Banja Luka, Vainqueur de la Coupe d´Europe des clubs champions (1976). Deux titres de champion de Yougoslavie et une Coupe en 1975
  - 1978-1986 :  RK Medveščak Zagreb, trois Coupes de Yougoslavie
  - 1986-1989 :  US Ivry
  - 1989-1991 :  Belfort AUHB (entraîneur-joueur)
  - 1991-1993 :  US Ivry
  - 1993-1995 :  Villeurbanne Handball Association (entraîneur-joueur)
  - 1995-1996 :  Aix Université Club (entraîneur-joueur)
  - 1996-1998 :  Livry-Gargan handball
- Entraineur
  - 1998-2006 :  Livry-Gargan handball
  - 2007-2009 :  Angers Noyant Handball
  - 2009-2010 :  Lille Villeneuve d'Ascq
  -  ?-2013 :  Villeurbanne Handball Association
  - 2014-2015 :  Dijon Bourgogne Handball